# 丁文昌
丁文昌（1933年10月—2022年10月13日），安徽宿州人，是中国人民解放军高级将领，空军上将军衔。

## 生平
1956年加入中国共产党，1957年高中毕业考入解放军第十六步兵学校，后改学空军地勤机械专业。毕业后在空军地勤部队做机械师。后在空军从事政治工作，1981年7月至1983年5月，任沈阳军区空军政治部干部部部长。1983年5月至1985年11月，任空军军副政治委员。1985年11月至1988年4月，任空军政治部副主任。1988年4月至1992年11月，任空军政治部主任、空军党委常委。1992年11月至1999年1月，任中国人民解放军空军政治委员、空军党委书记。1988年获空军少将军衔。1990年晋升空军中将。1996年晋升空军上将。1998年亲至荆江大堤前线，指挥空军部队抗洪。1999年退役。2022年于10月13日在北京逝世，享年90岁。